# Hans Kinzl
Hans Kinzl (* 5 de octubre de 1898, Sankt Florian am Inn , † 23 de octubre de 1979, Innsbruck), fue un geógrafo e investigador de alta montaña austriaco. Estudió geografía con Johann Sölch, discípulo de Albrecht Penck. Conformó el Club Alpino Austro-alemán y exploró con este, los Alpes y los Andes peruanos donde realizó investigaciones glaciológicas, geomorfológicas, agrícolas y demográficas. Hans Kinzl es conocido por el primer mapeado de la Cordillera Blanca en 1930. En la geografía cultural e histórica se dedicó a los sistemas de irrigación del litoral peruano y fundó la Escuela de Innsbruck de Geografía de la Población. Más tarde se convirtió en el jefe del Departamento de Geografía de la Universidad de Innsbruck.

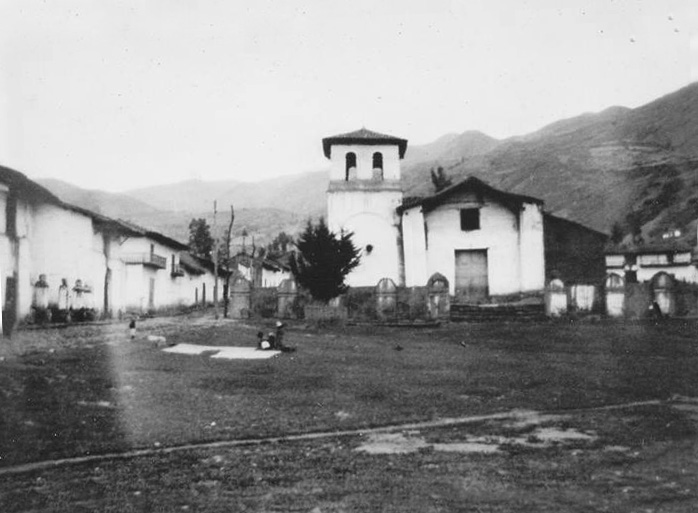
Plaza de Chacas, tomada por Hans Kinzl en 1932 durante su investigación en la Cordillera Blanca.

## Reconocimientos
- Miembro de la Academia de Ciencias de Austria
- Miembro de la Academia Alemana de Ciencias Leopoldina en Halle
- Academia Nacional de Ciencias Exactas, Físicas y Naturales en Lima / Perú
- Medalla de Plata por Servicios a la República de Austria
- Condecoración del Estado Federado del Tirol
- Miembro Honorario de la Sociedad Geográfica de Austria y condecorado con la Medalla "Franz von Hauer"
- Doctor honoris causa por la Universidad de Hamburgo
- Anillo de honor de la ciudad de Innsbruck (1961)

## Publicaciones seleccionadas
- 1933: Cordillera Blanca und mittleres Santa-Tal (Peru) (La Cordillera Blanca y el valle central del Santa)
- 1934: Bei den Deutschen am Pozuzo (Los alemanes a lo largo del Pozuzo)
- 1940: Alpinismo-Andinismo
- 1940: La ruptura del lago glacial en la quebrada de Ulta en el año 1938
- 1940: Los glaciares de la Cordillera Blanca
- 1942: Gletscherkundliche Begleitworte zur Karte de Cordillera Blanca (Comentarios glaciológicos sobre el mapa de la Cordillera Blanca)
- 1944: Die künstliche Bewässerung in Peru (La irrigación artificial en el Perú)
- 1944: Die anthropogeographische Bedeutung der Gletscher und die künstliche Flurbewässerung in den peruanischen Anden (La importancia antropogeográfica de los glaciares y el riego artificial en los Andes peruanos)
- 1949: Die Vergletscherung in der Südhälfte der Cordillera Blanca (Peru) (La glaciación del lado sur de la Cordillera Blanca)
- 1950: Karsterscheinungen in den peruanischen Anden (Fenómenos de karst en los Andes peruanos)
- 1954: Ein Jahr geographischer Forschung in Peru (Un año de investigación geográfica en el Perú)
- 1955: Cordillera Huayhuash, Perú: ein Bildwerk über ein tropisches Hochgebirge (Cordillera Huayhuash, Perú: imágenes de una región de alta montaña)
- 1955: Peru von heute (El Perú de hoy)
- 1958: Die Dünen in der Küstenlandschaft von Peru (Las dunas en el paisaje litoral del Perú)
- 1963: Die altindianischen Bewässerungsanlagen in Peru nach der Chronik des Pedro de Cieza de Leon (Los antiguos sistemas de irrgigación indígenas en el Perú según las crónicas de Pedro de Cieza de Leon)
- 1968: La glaciación actual y pleistocenica en los Andes centrales
- 1971: Naturschutzfragen in den peruanischen Anden (Cuestiones de la protección ambiental en los Andes peruanos)